# Alexion Pharmaceuticals
Alexion Pharmaceuticals is een Amerikaans farmaceutisch bedrijf gespecialiseerd in weesgeneesmiddelen voor zeldzame aandoeningen. Sinds 21 juli 2021 is het een bedrijfsonderdeel van AstraZeneca.

## Activiteiten
Het bedrijf ontwikkelde Soliris tegen het hemolytisch-uremisch syndroom en Paroxismale nachtelijke hemoglobinurie. Dit geneesmiddel kost vanwege het lage verbruik 385.000 euro per patiënt per jaar. In 2019 maakte dit geneesmiddel ongeveer driekwart van de totale jaaromzet uit. Het heeft verder in portefeuille de geneesmiddelen ultomiris, strensiq en kanuma. Het bedrijf doet onderzoek naar het immuunsysteem en manieren om te vermijden dat het gezond weefsel aantast.
Van de omzet wordt iets meer dan de helft in de Verenigde Staten gerealiseerd. Europa is de op een na belangrijkste afzetregio met een aandeel van een kwart in de jaaromzet. 
In de laatste vijf jaren voor de overname door AstraZeneca rapporteerde Axelion de volgende financiële resultaten:
| Jaar | Omzet | Nettoresultaat |
| ---- | ----- | -------------- |
| 2015 | 2602  | 144            |
| 2016 | 3082  | 399            |
| 2017 | 3550  | 443            |
| 2018 | 4130  | 78             |
| 2019 | 4990  | 2404           |

## Geschiedenis
Alexion Pharmaceuticals werd in 1992 opgericht in New Haven (Connecticut). In 2000 verhuisde het hoofdkantoor naar Cheshire en werd eveneens het startbedrijf Proliferon overgenomen, dat antilichamen produceerde. Sinds april 2011 noteert Alexion op de NASDAQ-100. In december dat jaar werd het Canadese Enobia Pharma Corp overgenomen. Enobia had het geneesmiddel asfotase alpha ontwikkeld tegen hypofosfatasemie.
In 2011 verschafte Alexions Duitse divisie gratis Soliris aan patiënten in Duitsland toen daar een e. coli-epidemie uitbrak. 
Op 28 januari 2020 werd de overname van Achillion Pharmaceuticals afgerond. Achillion is een Amerikaans biotechbedrijf gespecialiseerd in zeldzame aandoeningen waarvoor het diverse veelbelovende geneesmiddelen in ontwikkeling heeft. De overnamesom was US$ 930 miljoen.
In december 2020 werd de overname door AstraZeneca bekendgemaakt. AstraZeneca is bereid US$ 39 miljard te betalen, in aandelen en geld, om zo de positie op het gebied van immunologie te versterken. Na de toestemming van aandeel- en toezichthouders werd op 21 juli 2021 de overname afgerond. Nadien gaat het bedrijf verder als Alexion, AstraZeneca Rare Disease.